# Acacia oraria
Acacia oraria är en ärtväxtart som beskrevs av Ferdinand von Mueller. Acacia oraria ingår i släktet akacior, och familjen ärtväxter. Inga underarter finns listade i Catalogue of Life.